# 长柄贝母兰
长柄贝母兰（学名：Coelogyne longipes）为兰科贝母兰属下的一个种。其种加词“Longipes”意为“长梗的”，“长柄的”。